# Cattleya sancheziana
Cattleya sancheziana är en orkidéart som beskrevs av Frederico Carlos Hoehne. Cattleya sancheziana ingår i släktet Cattleya och familjen orkidéer. Inga underarter finns listade i Catalogue of Life.